# Storkors
Storkors betegner almindeligvis det højeste trin inden for en ridderorden. Det gælder især fortjenstordener med fem trin, som har Æreslegionens grader som forbillede. Dannebrogordenen har også dette niveau, her det højeste for ikke-fyrstelige (graden Storkommandør tildeles kun udvalgte fyrstelige). Der er således på nuværende tidspunkt (april 2021) kun 40 indehavere af Dannebrogordenens storkors.
Betegnelsen stammer fra fransk ordensvæsen, hvor øverste grad af Sankt Ludvigs Orden (indstiftet 1693) bar denne betegnelse, og som ligeledes gled over i Æreslegionen 1816. Æreslegionens fem trin blev stående som model for mange moderne fortjenstordener:
- Storkors (grand-croix)
- Storofficer (grand-officier)
- Kommandør (commandeur)
- Officer (officier)
- Ridder (chevalier)

Som en yderligere udmærkelse kan indehavere af storkors tildeles ordenens kæde. Betegnelsen er da storkors med kæde. Til tider regnes dette som en selvstændig grad, andre gange ikke.
I visse ordener benyttes betegnelsen storbånd, der er en henvisning til det ordensbånd, som ordenens indehavere bærer skråt over brystet, for at undgå den religiøst prægede betegnelse kors. I oversættelser benyttes betegnelsen storkors også nogle gange også om den øverste grad i ordener, som benytter en anden terminologi. Det sker da for at indikere ligeværdighed med hensyn til rang. 

## Eksternt link
Nuværende indehavere af storkors Arkiveret 18. april 2021 hos  Wayback Machine